# Maria Vittoria Hamilton
Maria Vittoria Hamilton (anche nota con il cognome Douglas-Hamilton; Hamilton, 11 dicembre 1850 – Budapest, 14 maggio 1922) è stata principessa ereditaria di Monaco dal 1869 al 1880, in quanto prima moglie dell'allora principe ereditario Alberto.

## Biografia

### Infanzia

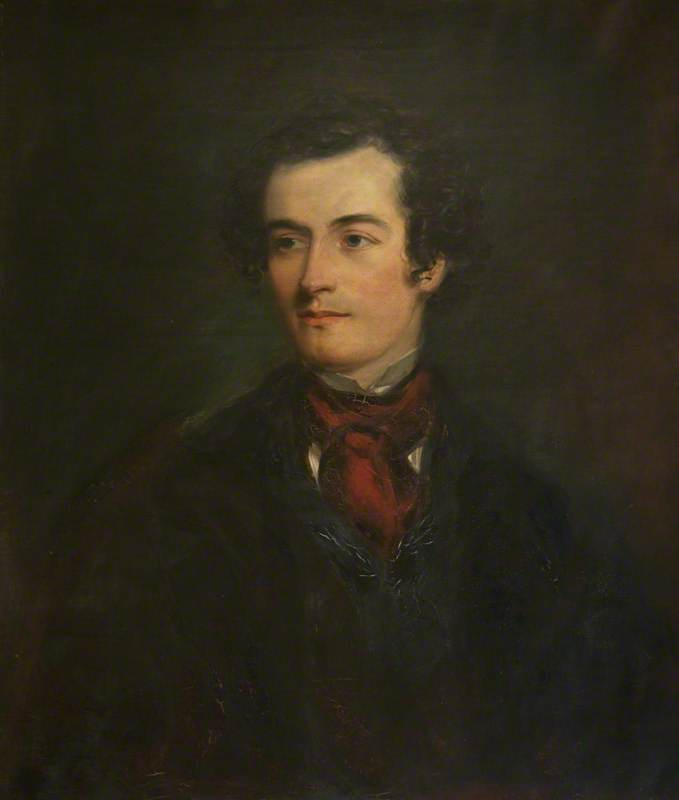
William Hamilton, XI duca di Hamilton, ritratto da Richard Buckner

Era figlia di William Douglas-Hamilton, XI Duca di Hamilton e di sua moglie, la principessa Maria Amelia di Baden, figlia del granduca Carlo II di Baden. Per linea materna era cugina in primo grado di re Carol I di Romania, di Stefania di Hohenzollern-Sigmaringen, regina del Portogallo,di Maria di Hohenzollern-Sigmaringen, contessa delle Fiandre (madre di Alberto I del Belgio), di Carola di Vasa, regina di Sassonia e cugina di terzo grado dell'imperatore Napoleone III di Francia.

### Matrimoni

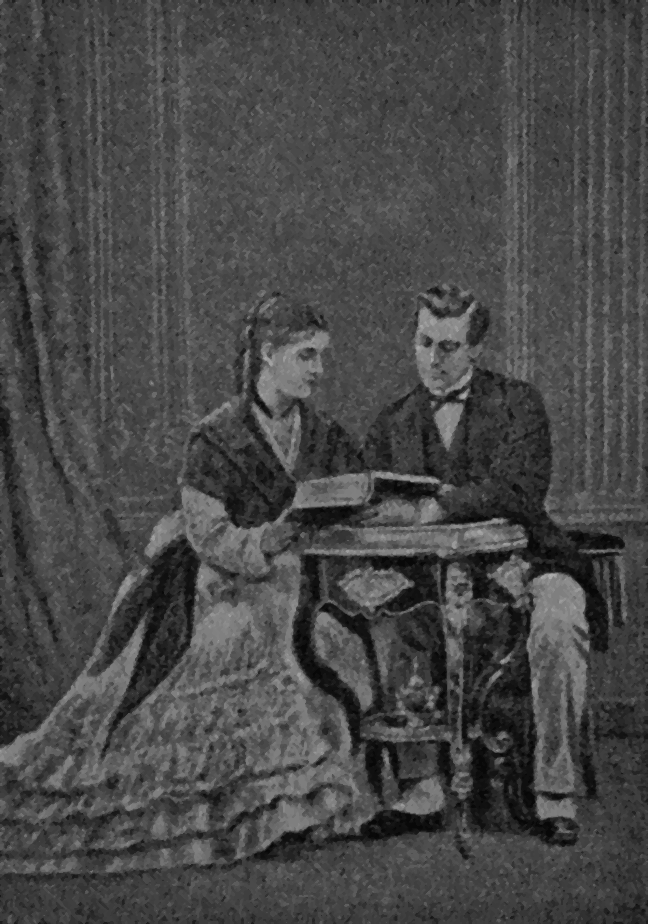
Mary Victoria Douglas-Hamilton ed Alberto di Monaco

Il suo primo matrimonio venne celebrato il 21 settembre 1869 nella cappella del Château de Marchais, con il principe Alberto di Monaco, unico figlio ed erede del principe regnante Carlo III di Monaco. Maria Vittoria diede al Principato Luigi, che diverrà il successore paterno al trono del Principato. Il matrimonio con il Principe di Monaco venne però annullato dalla chiesa il 3 gennaio 1880 (anche se civilmente esso venne sciolto solo il 28 luglio 1880) per ordine di Carlo III che non vedeva di buon occhio questa unione.
Successivamente, si risposò, il 2 giugno 1880, con il conte Tassilo Festetics von Tolna, col quale aveva da tempo una relazione amorosa. Da questo matrimonio discendono gli attuali eredi della nobile famiglia tedesca dei Fürstenberg, che per questo legame sono strettamente imparentati con i Grimaldi di Monaco.

### Morte

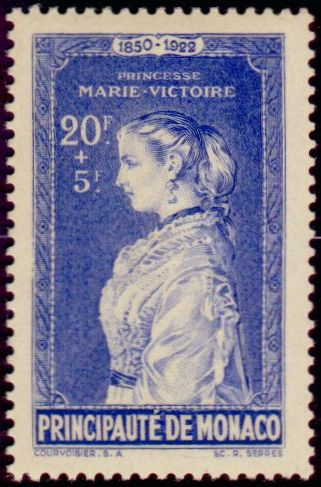
Francobollo raffigurante Maria Vittoria

Morì a Budapest il 14 maggio 1922.

## Discendenza
Mary Victoria e Alberto I di Monaco ebbero:
- Luigi II Onorato Carlo Antonio Grimaldi di Monaco, in francese: Louis Honoré Charles Antoine Grimaldi de Monaco (Baden-Baden, 12 luglio 1870 – Monaco, 9 maggio 1949), fu Principe sovrano di Monaco e regnò dal 1922 al 1949.

La Principessa ebbe da Tasziló Festics:
- Contessa Mária Matild Georgina Festetics de Tolna (24 maggio 1881, Baden-Baden – 2 marzo 1953, Strobl am Wolfgangsee), che sposò il Principe Karl Emil von Fürstenberg. (nonno della Principessa Ira von Fürstenberg, del Principe Egon von Fürstenberg e di Karel Schwarzenberg)
- Principe György Tasziló József Festetics de Tolna (4 settembre 1882, Baden-Baden – 4 agosto 1941, Keszthely); che sposò la Contessa Marie Franziska von Haugwitz.
- Contessa Alexandra Olga Eugénia Festetics de Tolna (1º marzo 1884, Baden-Baden – 23 aprile 1963, Vienna); che sposò prima il Principe Karl von Windisch-Grätz e poi il Principe Erwin zu Hohenlohe-Waldenburg-Schillingsfürst,
- Contessa Karola Friderika Mária Festetics de Tolna (17 gennaio 1888, Vienna — 21 gennaio 1951, Strobl); che sposò il Barone Oskar Gautsch von Frankenthurn.

## Titoli e trattamento
- 11 dicembre 1850 - 21 settembre 1869: Lady Maria Vittoria Hamilton
- 21 settembre  1869 - 3 gennaio 1880: Sua Altezza Serenissima, la principessa ereditaria di Monaco
- 3 gennaio 1880 - 2 giugno 1880: Lady Maria Vittoria Hamilton
- 2 giugno 1880 – 21 giugno 1911: Contessa Maria Vittoria Festetics de Tolna
- 21 giugno 1911 – 14 maggio 1922: Sua Altezza Serenissima, la principessa Maria Vittoria Festetics de Tolna

## Ascendenza
|                                           |                          |                                                      | Genitori                                              |  |  | Nonni |  |  | Bisnonni                                   |  |  | Trisnonni                              |  |
|                                           |                          |                                                      |                                                       |  |  |       |  |  | 8. Archibald Hamilton, IX duca di Hamilton |  |  | 16. James Hamilton, V duca di Hamilton |  |
|                                           |                          |                                                      |                                                       |  |  |       |  |  | 8. Archibald Hamilton, IX duca di Hamilton |  |  | 16. James Hamilton, V duca di Hamilton |  |
|                                           |                          | 17. Anne Spencer                                     |                                                       |  |  |       |  |  | 8. Archibald Hamilton, IX duca di Hamilton |  |  |                                        |  |
| 4. Alexander Hamilton, X duca di Hamilton |                          |                                                      |                                                       |  |  |       |  |  | 8. Archibald Hamilton, IX duca di Hamilton |  |  |                                        |  |
|                                           |                          | 9. Harriet Stewart                                   | 18. Alexander Stewart, VI conte di Galloway           |  |  |       |  |  |                                            |  |  |                                        |  |
|                                           |                          | 9. Harriet Stewart                                   | 18. Alexander Stewart, VI conte di Galloway           |  |  |       |  |  |                                            |  |  |                                        |  |
|                                           |                          | 9. Harriet Stewart                                   | 19. Catherine Cochrane                                |  |  |       |  |  |                                            |  |  |                                        |  |
| 2. William Hamilton, XI duca di Hamilton  |                          | 9. Harriet Stewart                                   |                                                       |  |  |       |  |  |                                            |  |  |                                        |  |
|                                           |                          | 10. William Beckford                                 | 20. William Beckford                                  |  |  |       |  |  |                                            |  |  |                                        |  |
|                                           |                          | 10. William Beckford                                 | 20. William Beckford                                  |  |  |       |  |  |                                            |  |  |                                        |  |
|                                           |                          | 10. William Beckford                                 | 21. Maria Hamilton                                    |  |  |       |  |  |                                            |  |  |                                        |  |
| 5. Susan Euphemia Beckford                |                          | 10. William Beckford                                 |                                                       |  |  |       |  |  |                                            |  |  |                                        |  |
|                                           |                          | 11. Margaret Gordon                                  | 22. Charles Gordon, IV conte di Aboyne                |  |  |       |  |  |                                            |  |  |                                        |  |
|                                           |                          | 11. Margaret Gordon                                  | 22. Charles Gordon, IV conte di Aboyne                |  |  |       |  |  |                                            |  |  |                                        |  |
|                                           |                          | 11. Margaret Gordon                                  | 23. Margaret Stewart                                  |  |  |       |  |  |                                            |  |  |                                        |  |
| 1. Maria Vittoria Hamilton                |                          | 11. Margaret Gordon                                  |                                                       |  |  |       |  |  |                                            |  |  |                                        |  |
|                                           | 12. Carlo Luigi di Baden | 24. Carlo Federico di Baden                          |                                                       |  |  |       |  |  |                                            |  |  |                                        |  |
|                                           | 12. Carlo Luigi di Baden | 24. Carlo Federico di Baden                          |                                                       |  |  |       |  |  |                                            |  |  |                                        |  |
|                                           | 12. Carlo Luigi di Baden | 25. Carolina Luisa d'Assia-Darmstadt                 |                                                       |  |  |       |  |  |                                            |  |  |                                        |  |
| 6. Carlo II di Baden                      | 12. Carlo Luigi di Baden |                                                      |                                                       |  |  |       |  |  |                                            |  |  |                                        |  |
|                                           |                          | 13. Amalia d'Assia-Darmstadt                         | 26. Luigi IX d'Assia-Darmstadt                        |  |  |       |  |  |                                            |  |  |                                        |  |
|                                           |                          | 13. Amalia d'Assia-Darmstadt                         | 26. Luigi IX d'Assia-Darmstadt                        |  |  |       |  |  |                                            |  |  |                                        |  |
|                                           |                          | 13. Amalia d'Assia-Darmstadt                         | 27. Carolina del Palatinato-Zweibrücken-Birkenfeld    |  |  |       |  |  |                                            |  |  |                                        |  |
| 3. Maria Amelia di Baden                  |                          | 13. Amalia d'Assia-Darmstadt                         |                                                       |  |  |       |  |  |                                            |  |  |                                        |  |
|                                           |                          | 14. Claude de Beauharnais, conte des Roches-Baritaud | 28. Claude de Beauharnais, conte des Roches-Baritaud  |  |  |       |  |  |                                            |  |  |                                        |  |
|                                           |                          | 14. Claude de Beauharnais, conte des Roches-Baritaud | 28. Claude de Beauharnais, conte des Roches-Baritaud  |  |  |       |  |  |                                            |  |  |                                        |  |
|                                           |                          | 14. Claude de Beauharnais, conte des Roches-Baritaud | 29. Fanny di Beauharnais                              |  |  |       |  |  |                                            |  |  |                                        |  |
| 7. Stefania di Beauharnais                |                          | 14. Claude de Beauharnais, conte des Roches-Baritaud |                                                       |  |  |       |  |  |                                            |  |  |                                        |  |
|                                           |                          | 15. Claudine de Lézay-Marnésia                       | 30. Claude, III marchese de Lézay-Marnésia            |  |  |       |  |  |                                            |  |  |                                        |  |
|                                           |                          | 15. Claudine de Lézay-Marnésia                       | 30. Claude, III marchese de Lézay-Marnésia            |  |  |       |  |  |                                            |  |  |                                        |  |
|                                           |                          | 15. Claudine de Lézay-Marnésia                       | 31. Marie-Claudine de Nettancourt, dama de Vaubécourt |  |  |       |  |  |                                            |  |  |                                        |  |
|                                           |                          | 15. Claudine de Lézay-Marnésia                       |                                                       |  |  |       |  |  |                                            |  |  |                                        |  |